# Zenetas
Os Zenetas ou ainda Zenatas , foram um grupo de povos Berberes durante a Idade Média, dos quais descendem várias etnias atuais. Foram uma das tribos que invadiram a Península Ibérica no século VIII. O historiador e viajante ibne Caldune relata que foram, com os Masmudas e os Zanagas, uma das três grandes confederações Berberes muçulmanas da Idade Média. Os Zanatas eram inicialmente nômades que habitavam as planícies do Magrebe e que depois chegaram a estabelecer vários reinos em Fezã, Jerma, Garama, Tremecém, Sijilmassa e até mesmo Fez e Cairuão.
A sua língua era uma variedade de berbere. Vários grupos de berberofalantes dispersos através do Magrebe conservam atualmente muitos vocábulos e características desta língua. A norte da fronteira argelino—marroquina na região dos Banu Snus e em numerosos oásis saarianos, nomeadamente na região do Gourara e do Orés, assim como entre os Tuaregue , no Zabe e na Líbia, etc.
Um ramo dos Zenetas foi antigamente chamado Garamantes, e viviam na Garamântica, que se correspondia em larga medida com o Fezã atual, e tinha por cidade principal a Gadamés (Cidamo em latim). Os outros ramos dos Zanatas eram trasumantes e na Numídia constituíam parte dos Getulos e antigos mouros (mauritanos). Até a irrupção do Islão no século VII, os zenetas eram "pagãos".

## Etimologia e semântica
O nome "Zenata" vem de "Iznaten" (ⵉⵣⵏⴰⵜⵏ), que é o plural da palavra "Aznat" (ⴰⵣⵏⴰⵜ), e é composto de "Azn" (ⴰⵣⵏ) que significa "enviar, despachar" e "Em" (ⴰⵜ) que significa "Filho", na língua berbere de Zenata (em outros dialetos berberes, "Filho" é dito "Aït (ⴰⵢⵜ) ou Yat (ⵢⴰⵜ)"). O sufixo -en e a substituição da primeira letra da palavra singular em A- por um I- são usados para marcar o plural. "Iznaten" é o plural de "Aznat" e em zenético berbere significa "Aqueles que mandam seus filhos". O nome "Iznaten" também pode ser pronunciado "Iznaïten" ou "Iznyaten". 

## História

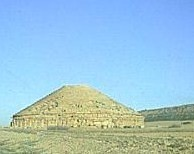
Medghassen, a sepultura dos reis Númidas

Os Egípcios chamaram Libu aos Berberes mais próximos e aos do Magrebe Oriental donde seriam procedentes, os Mashauash.
Ibne Caldune considerou o povo dos Madghis (ou Medghassen) um ramo dos Botr, e remontou a linhagem mítica dos Zanatas até Mazigue e Cam, o filho de Noé.
Seja como for, a história comprovável deste povo foi aquela dos nômades que efetuaram uma lenta migração desde o Próximo Oriente até o Magrebe e depois, na Alta Idade Média, dirigiram-se para norte, atingindo a Hispânia. Um exemplo é a rota dos leuatas (uma tribo da confederação dos Zenetas que possuiu um patriarca chamado Jerna na Antiguidade) : os leuatas eram nomeados libos pelos antigos egípcios e "Lubin" no livro bíblico do Gênesis; tais leuatas deram pela sua vez o nome à Líbia (na Antiguidade clássica todo o atual continente africano era denominado 'Líbia). Os leuatas constituíam uma grande confederação que povoou a Cirenaica, a Tripolitânia, bem como a parte do Saara a sul destas regiões e da Numídia relacionando-se com a Getúlia e com o antigo território da Mauritânia.
Na época do Egito faraóico é provável que os Zenetas fossem chamados Garamantes e resultaram rebeldes aos regimes de vários faraós. Com os seus cavalos e bigas (ainda faz uns 3000 e até mesmo 2000 anos, a maior parte do atual deserto do Saara era uma região estepária) , semearam o terror no Egito, na Cirenaica e na Tripolitânia. . Pelo seu contato com a cultura do Antigo Egito, entende-se que estes povos Berberes teriam construído numerosos monumentos na África Setentrional que semelham as pirâmides, tal qual se observa nos túmulos de Medghassen ou os Djeddars. Mais proximamente na história, os tuaregue descendentes dos Zanatas ifrânidas, deixaram pinturas rupestres no Hoggar; nelas podem ser observados os chamados "garamantes", com os seus animais e os seus carros.
A maioria dos Zanatas derivavam de três grandes tribos Berberes: magrauas, Deyrawa, ifrânidas. Os ifrânidas setentrionais deixaram vestígios ao norte da Argélia, tais como as ruínas da cidade de Tilimeyen no vale do Saf Saf e em Skikda.
O mesmo nome da África (assim chamavam os romanos à zona em torno de Cartago) parece provir da tribo Ifrem estabelecida antigamente a leste do atual Magrebe.  Tal nome procederia da radical Ifru com as suas possíveis variantes: Ifri, Afer, Afar etc. Na Grande Cabília, (as tribos de Djurdujra que têm o nome de Faraussen, correspondem a Pequena Cabília de Ifri), supondo aos Tunícios como os Afers das épocas antigas e supondo aos Túareg do Hoggar Azguez, Todos teriam linguisticamente as mesmas radicais que indicariam as mesmas ancestrais linhagens étnicas.  

### Roma
Na época do Império Romano, os Zenetas, já milenariamente situados na Tripolitânia, praticavam o comércio e a agricultura embora também houvesse importantes grupos deles que eram nômades. Senhorearam grande parte da Numídia quando os seus reis foram Sífax e Massinissa. Massinissa foi integrante da tribo Afer.
Sífax refugiou-se entre os Garamantes depois de ser derrotado por Massinissa. Pela sua vez Massinissa tentou anexar a Garamântica à Tripolitânia, mas nunca conseguiu submeter os habitantes da Cirenaica. Foi Juba que conquistou esta região e, após ser derrotado, estes territórios passaram ao controle romano.
Os Garamantes, ao tempo que se mantinham mormente nômades viajando em carros tirados por bois, chegaram a obter a cidadania romana à época de Septímio Severo.
Septímio Severo, em efeito, foi um imperador romano com origem Berbere procedente da cidade de Léptis Magna, na Tripolitânia..
Após a crise econômica que despovoou a cidade romana de Léptis Magna, ocorreram numerosas razzias (a palavra razzia tem origem berbere) por parte das populações locais.
Posteriormente, a província romana da África com grande parte da Numídia, Mauritânia e da Tripolitânia, cairia em poder dos Vândalos nas postrimeiras do Império Romano do Ocidente; pela sua vez, os vândalos foram expulsos pelos ifrânidas e outros Berberes em 533.
Na época do Baixo Império Romano, os romanos deveram fazer construir um limes para tentar conter os leuatas. Após a reconquista das províncias africanas efetuada pelo Império Bizantino à época de Justiniano estes leuatas foram descritos por Coripo na sua obra chamada João (Iohannis) . Ali menciona-se que então os Berberes passaram a usar o camelo em lugar do cavalo e adoravam Gurzil, um deus com aspecto de touro, e um deus da guerra chamado Sinifer.
Coripo descreveu também a célebre tribo dos Iforás (os antigos ifrânidas, aliados e descendentes dos Zenetas) que lutavam contra os bizantinos. Os ifrânidas perderam em tais conflitos a numerosos líderes sobretudo na região do Orés (O Grande Orés que se estende entre as atuais Argélia e Tunísia). Após estas lutas, os Berberes (incluídos os Zenetas) recuperaram a sua independência.
Os árabes chamaram leuatas de luatas e ibne Batuta encontrou-os em Tânger; este, na introdução do relato da sua extensa viagem, assinala que ele era parte dessa tribo pela sua linhagem paterna. A religiosidade dos Berberes Zenetas era diversificada por volta do século VII, encontrando-se cristãos, judeus e muçulmanos.
Pouco antes, e ainda no período pré-islâmico, os Zenetas estabeleceram uma dinastia que reinou em Marrocos e na Ifríquia (nome que deram os árabes à região dos ifrânidas e que correspondia à antiga província romana da África e, aproximadamente, à atual Tunísia), agrupando numerosas tribos: a dos magrauas, mecnassas, ifrânidas, Deyrawa, etc. Os Zenetas, em todo caso, eram principalmente nômades, dedicando-se às atividades pastorais.

### Os árabes
À chegada dos primeiros muçulmanos, o primeiro embaixador berbere honrado pelo Islão à época do califa Uthmán ben Affán foi Uezmar ibne Saclabe, da tribo magraua; Uezmar ibne Saclabe foi também reconhecido como governador da sua tribo.
De seguida, Kusaila foi designado embaixador dos Berberes, mas Uqueba ibne Nafi opôs-se ferozmente a ele.
À morte de Kusaila, no século VII, os Zenetas, nomeadamente os ifrânidas sublevaram-se, seguindo o exemplo dos Dejrawa, comandados pela rainha Kahina Dihiya, ocorrendo uma longa e forte resistência aos árabes.
Contudo, o Islão prosseguiu a sua expansão com Tárique e Muça ibne Noçáir pelo Magrebe.
Já islamizados e aliados com os árabes, os Berberes marcharam até a Hispânia em 711, isto fez com que numerosos Zanatas se estabelecessem no Alandalus.
Desde o século VIII, a maior parte dos Zenetas adotaram a doutrina islâmica Sofrita  e alguns grupos a doutrina dos carijitas e outros a dos Nekaritas, rigoristas mais igualitárias, em oposição ao sistema de califado dos Omíadas. Os árabes foram expulsos de quase todo o Magrebe sob Abu Qurra  de Tremecém.
Assim, o primeiro estado islâmico berbere foi proclamado por Abu Qurra. Contudo tal estado qufrita terminou rasgado pelas lutas internas que mantiveram as diversas tribos Berberes. 
A dinastia Aglábida tomaria depois o poder na Ifríquia: Rustum casou-se com uma mulher da tribo ifrânidas. Enquanto o território que atualmente corresponde a Marrocos ficou em poder dos Idrísidas.
A última rebelião carijita zeneta aconteceu no século X, sob o liderado de Abu Iázide quem era da linhagem dos ifrânidas .
As tribos Zanatas eram então em larga medida aliadas do Califado de Córdova, e lutavam para controlar o Magrebe ocidental. Abu Iázide mandou reunir todas as tribos Berberes dos Orés para lançar um ataque contra os Fatímidas.
Abu Iázide resultou inicialmente vencedor, retomando Ifriquia (parte norte-oriental da Argélia e toda a Tunísia) estabelecendo em Cairuão a capital carijita do Magrebe. No entanto, os Fatímidas terminaram vencendo, e uma grande parte dos Zenetas tornou-se aliada dos Fatímidas.
Os Omíadas tentaram recuperar o poder, o que provocaria a desagregação das tribos Zanatas. Enquanto os Fatímidas estavam em guerra contra os Omíadas. Os Zanatas eram afetos ao regime carijita no momento em que os Fatímidas se apoderaram do norte do Magrebe central. Contudo, os Zanatas resistiram até a morte de Abu Iázide em 947. Depois alguns chefes Zenetas tomaram o poder para continuar a guerra contra os Fatímidas enquanto outros se tornaram aliados do califado fatímida.
Perseguidos pelos Fatímidas, os Zanatas deveram retroceder para oeste do Magrebe.
O atual território de Marrocos manteve-se sob a dinastia dos Idríssidas e dos Zanatas. O território da atual Argélia também era controlado uma parte pelos Zanatas e o restante pelas dinastias dos Hamádidas e dos Zíridas.
Pela sua vez, os Fatímidas conquistaram o sul da península Itálica e precisavam reforços, para isto eles requiriram uma trégua com os Zanatas, isto alarmou os Omíadas que temeram pelo seu poder no Alandalus frente da possível aliança zeneta-fatímida.
Contudo os Zanatas lutaram contra as duas dinastias árabes rivais, feito que enfraqueceu particularmente à dos Omíadas.
No Magrebe, as lutas entre as tribos Zanatas continuaram, e os Omíadas não puderam continuar reinando. Neste quadro de situação, as tribos beduínas dos Banu Hilal devastaram o Magrebe.
Finalmente, os Zenetas foram vencidos pelos Almorávidas, uma tribo de Zanaga com antepassados Zanatas. Os Almorávidas, sob o reinado de Iúçufe ibne Taxufine, praticaram um genocídio de zenetas e Barguatas no território atualmente correspondente a Marrocos.
Posteriormente, os almóadas deslocaram do poder aos Almorávidas.
Em que pese a tudo, os Zanatas mantiveram uma importância política de primeiro plano no Magrebe e no Alandalus até ao século XIII, quando surgiram novas dinastias, como a dos ziânidas no Magrebe ou a dos Merínidas no Magrebe Ocidental (território do atual Marrocos). Também os Zanatas dominaram zonas de Marrocos até o surgimento da Dinastia Oatácida no século XV.
As lutas intestinas entre as dinastias Zanatas no Magrebe continuaram até a expansão do Império otomano na Argélia, já no século XVI.